# CLS Bank
De CLS Bank (CLS staat voor 'continuous linked settlement' - 'doorlopend verbonden vereffening') is een in september 2002 door een aantal van 's werelds grootste banken opgerichte speciale bank. Het gaat om een op wereldniveau opererend betalingsinstituut voor internationale valutatransacties. Doel is een snelle afhandeling (binnen drie dagen) met behulp van op elektronische wijze aangevoerde gegevens, bijvoorbeeld door middel van netteren of netting (het tegen elkaar wegstrepen van betalingsverplichtingen).